# Condado de Williams (Ohio)
O Condado de Williams é um dos 88 condados do estado americano de Ohio. A sede do condado é Bryan, e sua maior cidade é Bryan. O condado possui uma área de 1 096 km² (dos quais 3 km² estão cobertos por água), uma população de 39 188 habitantes, e uma densidade populacional de 26 hab/km² (segundo o censo nacional de 2000). O condado foi fundado em 1824.